# 사랑을 위한 여행
《사랑을 위한 여행》(영어: The Yellow Handkerchief)은 2008년에 공개된 미국의 독립 드라마 영화이다. 우다얀 프라사드가 연출하고 아서 콘이 제작한 이 영화는 1977년에 개봉된 야마다 요지 감독의 《행복의 노란 손수건》을 리메이크했다. 현대 시대의 미국 남부를 배경으로, 복역 후 떠나야만 했던 자신의 연인을 찾아 소년, 소녀와 여행을 함께하는 브렛 역에는 윌리엄 허트, 그의 연인 메이 역에는 마리아 벨로, 소녀 마틴 역에는 크리스틴 스튜어트, 소녀의 제안에 얼떨결에 여행을 떠나게 되는 소년 고디 역에는 에디 레드메인이 출연했다.
2008년 1월 18일 제24회 선댄스 영화제에서 첫 상영 되었고, 2010년 2월 26일 새뮤얼 골드윈 필름스 배급으로 미국 전역에 개봉되었다.

## 출연진
- 윌리엄 허트 - 브렛 핸슨 역
- 크리스틴 스튜어트 - 마틴 역
- 마리아 벨로 - 메이 역
- 에디 레드메인 - 고디 역
- 모모이 가오리 - 모텔 사장 역
- 애슐린 로스 - 배달원 역
- 이매뉴얼 K. 콘 - 의사 역
- 누리스 콘 - 간호사 역